# روبرت بريور هنري
روبرت بريور هنري هو محامي وسياسي أمريكي، ولد في 24 نوفمبر 1788، وتوفي في 25 أغسطس 1826 في هوبكينزفيل في الولايات المتحدة. نشط حزبياً في الحزب الديمقراطي. وقد انتخب عضو مجلس النواب الأمريكي ‏.